# Krugersdorp

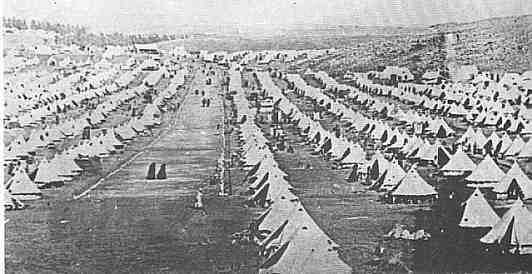
Ehemaliges Konzentrationslager bei Krugersdorp während des Zweiten Burenkriegs

Krugersdorp ist eine Stadt mit 140.643 Einwohnern (Stand 2011) in der Gemeinde Mogale City, Distrikt West Rand, Provinz Gauteng in Südafrika. Sie liegt 25 Kilometer nordwestlich von Johannesburg.
Gegründet wurde die Stadt 1887 durch Marthinus Wessel Pretorius, nachdem Gold auf seiner Farm Paardekraal gefunden worden war. Benannt ist sie nach Paul Kruger, dem Präsidenten der Südafrikanischen Republik. Von 1979 bis 1993 war Krugersdorp Sitz einer verdeckt operierenden Polizeieinheit, die nach ihrem Hauptquartier Vlakplaas genannt wurde und für zahlreiche politische Morde und andere Gewalttaten verantwortlich war. In den modernen Sportanlagen der Stadt wurde 1999 die D-Weltmeisterschaft im Eishockey ausgetragen.
Bis heute ist der Bergbau die wirtschaftliche Grundlage der Stadt. Abgebaut werden Gold, Mangan, Eisen, Asbest und Kalk; daneben wird auch die Uran-Extraktion betrieben.

## Sehenswürdigkeiten
- Krugersdorp Game Reserve
- Kromdraai Paleontological Reserve

## Söhne und Töchter der Stadt
- Yusuf Dadoo (1909–1983), Politiker der Südafrikanischen Kommunistischen Partei (SACP) indischer Abstammung
- Theunis van Schalkwyk (1929–2005), Boxer
- Robert Fowler (1931–2001), Radrennfahrer
- Trevor Blokdyk (1935–1995), Speedway- und Autorennfahrer
- Lynette Burger (* 1980), Radrennfahrerin
- Mmusi Maimane (* 1980), Politiker
- Jay Robert Thomson (* 1986), Radrennfahrer